# Aérodrome de Mvomeka'a
Pour les articles homonymes, voir Mvomeka'a.
L'aérodrome de Mvomeka'a est un aérodrome du Cameroun. Il est situé à l'est de Mvomeka'a, dans la région du Sud du Cameroun.
C'est un aérodrome situé en bord de route et qui dessert le village et le complexe résidentiel composé de la résidence de Paul Biya, de la fondation hospitalière Chantal Biya et des plantations alentour.

## Situation
| \| 100 km1:12 607 000 \| Garoua Maroua Ngaoundéré Yaoundé-Ville Yaoundé-Nsimalen Douala Bamenda Bafoussam Ngola Koutaba Kika Mvomeka'a |
| 100 km1:12 607 000 |

## Installations

### Piste(s)
L’aéroport est doté de :
- Une piste en asphalte longue de 2 500 m et large de 45 orientée sud est-nord ouest (34/16) :
  - Aucun balisage diurne et nocturne,
  - Aucun indicateur de plan d’approche ni de PAPI pour chaque sens d’atterrissage
  - Aucun système d’atterrissage aux instruments (ILS/DME)

### Prestations
L’aéroport est non contrôlé.
S’y ajoutent :
- une aire de stationnement d'environ 30 000 m2 ;
- une aérogare ;
- un hangar ;
- aucune station d’avitaillement en carburant (100LL et Jet A1) et en lubrifiant ;
- aucun restaurant

## Activités

### Loisirs et tourisme
- Aucun aéroclub